# (8360) 1990 FD1
1990 أف دي 1 (ويعرف أيضًا باسم (8360) 1990 أف دي 1 وفق تسمية الكوكب الصغير) (بالإنجليزية: 1990 FD1)‏ هو كويكب ضمن حزام الكويكبات؛ وترتيبه 8360 من حيث الاكتشاف.
اكتُشف هذا الجُرم الفلكي بواسطة Atsushi Sugie ‏ في 26 مارس 1990.

## وصلات خارجية
- (8360) 1990 FD1 في قاعدة بيانات مختبر الدفع النفاث لأجرام النظام الشمسي الصغيرة

- الاكتشاف · مخطط المدار ·  العناصر المدارية · المعلمات المادية

- (8360) 1990 FD1 على موقع ويكي سكاي: DSS2, SDSS, GALEX, IRAS, Hydrogen α, X-Ray, Astrophoto, Sky Map, Articles and images